# ЗАЗ-1103 «Славута»
ЗАЗ-1103 «Славу́та» (ZAZ-1103 Slavuta) — украинский легковой переднеприводной автомобиль В-класса с кузовом типа лифтбек. Является преемником модели ЗАЗ-968. Производился на Запорожском автостроительном заводе с 1999 по 2011 год.

## История
В июле 1992 года главный конструктор «АвтоЗАЗ» О. Х. Папашев сообщил в интервью о том, что завод намерен начать серийное производство новых моделей ЗАЗ-1103 и ЗАЗ-1105. Серийное производство модели ЗАЗ-1103 с трёхобъёмным четырёхдверным кузовом типа «лифтбэк» было запланировано начать в 1998 году. В декабре 1992 года была изготовлена первая опытная партия ЗАЗ-1103.
После начала сотрудничества Запорожского автомобилестроительного завода с Дэу Моторс в 1998 году корейская сторона провела ревизию технологического процесса, и, с целью улучшения качества автомобилей, пересмотрела список поставщиков комплектующих. Возобновилась работа над разработанной ещё в 1995 году пятидверной модели с кузовом типа лифтбек, поскольку «Дана» с пятидверным кузовом универсал большим спросом не пользовалась и имела ряд технологических недостатков. Производство нового автомобиля, который получил заводской индекс ЗАЗ-1103, началось 17 марта 1999 года.
В январе 2000 «Славута» начала комплектоваться карбюраторными двигателями объёмом 1,2 л, а в июне 2001 объёмом 1,3 л. В декабре 2002 появилась самая дорогая версия комплектации с инжекторным мотором 1,3 л. В связи с ужесточением экологических норм с 1 июля 2006 года устанавливаются лишь двигатели с инжектором — объёмом 1,2 и 1,3 л.
В январе 2011 года Запорожский автомобилестроительный завод прекратил выпуск модели ЗАЗ-1103 «Славута».
За весь период производства было выпущено более 140 000 автомобилей, из них 130 000 были реализованы украинским покупателям официальным дистрибьютором «АвтоЗАЗ-сервис».

## Строение автомобиля

### Кузов
Кузов ЗАЗ-1103 закрытый, цельнометаллический, несущего типа, так называемый лифтбек: автомобиль имеет 5 дверей, задняя дверь багажного отделения открывается вместе с задним стеклом. Передний и задний бамперы пластмассовые, покрашены в цвет кузова. Длина «Славуты» 3980 мм, ширина 1578 мм, высота 1425 мм; колёсная база 2320 мм. Масса снаряжённого автомобиля составляет 790—850 кг. Объём багажника составляет 300 л в обычном режиме и 740 л при грузовом положении заднего сидения. Объём топливного бака 38 л.

### Силовой агрегат
В разные времена «Славута» выпускалась с карбюраторными двигателями семейства МеМЗ-245 объёмом 1,1 л, 1,2 л, 1,3 л и инжекторными двигателями объёмом 1,2 и 1,3 л производства Мелитопольского моторного завода. Все силовые агрегаты 4-цилиндровые, рядные, четырёхтактные. Система смазки мотора комбинированная, под давлением смазываются подшипники; разбрызгиванием масла — цилиндры и механизмы газораспределения. Система вентиляции картера двигателя замкнутая, через воздушный фильтр. Система охлаждения двигателя — жидкостная, закрытого типа; клапан термостата открывается при температуре +80 °C, полное открытие при +95 °C; электровентилятор закреплён в кожухе радиатора, он включается автоматически. Система зажигания двигателя батарейная, бесконтактная номинальное напряжение 12 В. Система выпуска отработанных газов с резонатором и глушителем, выхлопная труба размещена сзади слева.
| Индекс | Модель двигателя | Объём    | Клапаны | Система подачи | Мощность при об/мин.       | Крутящий момент при об/мин. | Годы выпуска |
| ------ | ---------------- | -------- | ------- | -------------- | -------------------------- | --------------------------- | ------------ |
| 1,1    | МеМЗ-245         | 1091 см³ | 8/SOHC  | карбюратор     | 51 л. с. (37,5 кВт)/5400   | 78,5 Нм/3000-3500           | 1999-2001    |
| 1,2    | МeМЗ-2457        | 1197 см³ | 8/SOHC  | карбюратор     | 58 л. с. (42,6 кВт)/5400   | 90 Нм/3000-3500             | 2000-2006    |
| 1,2i   | МеМЗ-2477        | 1197 см³ | 8/SOHC  | инжектор       | 62,4 л. с. (45,9 кВт)/5400 | 95,5 Нм/3000-3500           | с 2006       |
| 1,3    | МеМЗ-3011        | 1299 см³ | 8/SOHC  | карбюратор     | 63 л. с. (46 кВт)/5400     | 101 Нм/3000-3500            | 2001-2006    |
| 1,3i   | МеМЗ-3071        | 1299 см³ | 8/SOHC  | инжектор       | 66 л. с. (48,5 кВт)/5400   | 105 Нм/3000-3500            | с 2002       |

### Ходовая часть
Передняя подвеска независимая, типа «макферсон» с цилиндрическими пружинами и телескопическими амортизационными стойками двустороннего действия. Задняя подвеска полунезависимая, со стабилизирующей поперечиной и цилиндрическими пружинами с гидравлическими телескопическими амортизаторами двустороннего действия.
Рулевое управление реечное, с противоугонным устройством, травмобезопасное. Рулевой механизм соединяется с поворотными стояками боковыми тягами. Рулевой вал — разрезной, части вала соединяются муфтой с резиновыми втулками.
Колёса с дисками фланцевого типа, штампованные, закреплены тремя гайками. Запасное колесо размещено под капотом. Шины радиальные, низкопрофильные, бескамерные, размером 155/70 R13.
Передние тормоза в Славуте дисковые, со скобой плавающего типа, имеют автоматическую компенсацию износа накладок тормозных колодок. Задние тормоза — барабанные, с автоматической компенсацией износа накладок колодок. В целом гидравлическая тормозная система автомобиля двухконтурная, с вакуумным усилителем, состоит из двух независимых систем торможения передних и задних колёс по диагонали. В качестве сигнализации аварийного состояния тормозной системы является датчик уровня тормозной жидкости.

## Модификации автомобиля ЗАЗ-1103 «Славута»

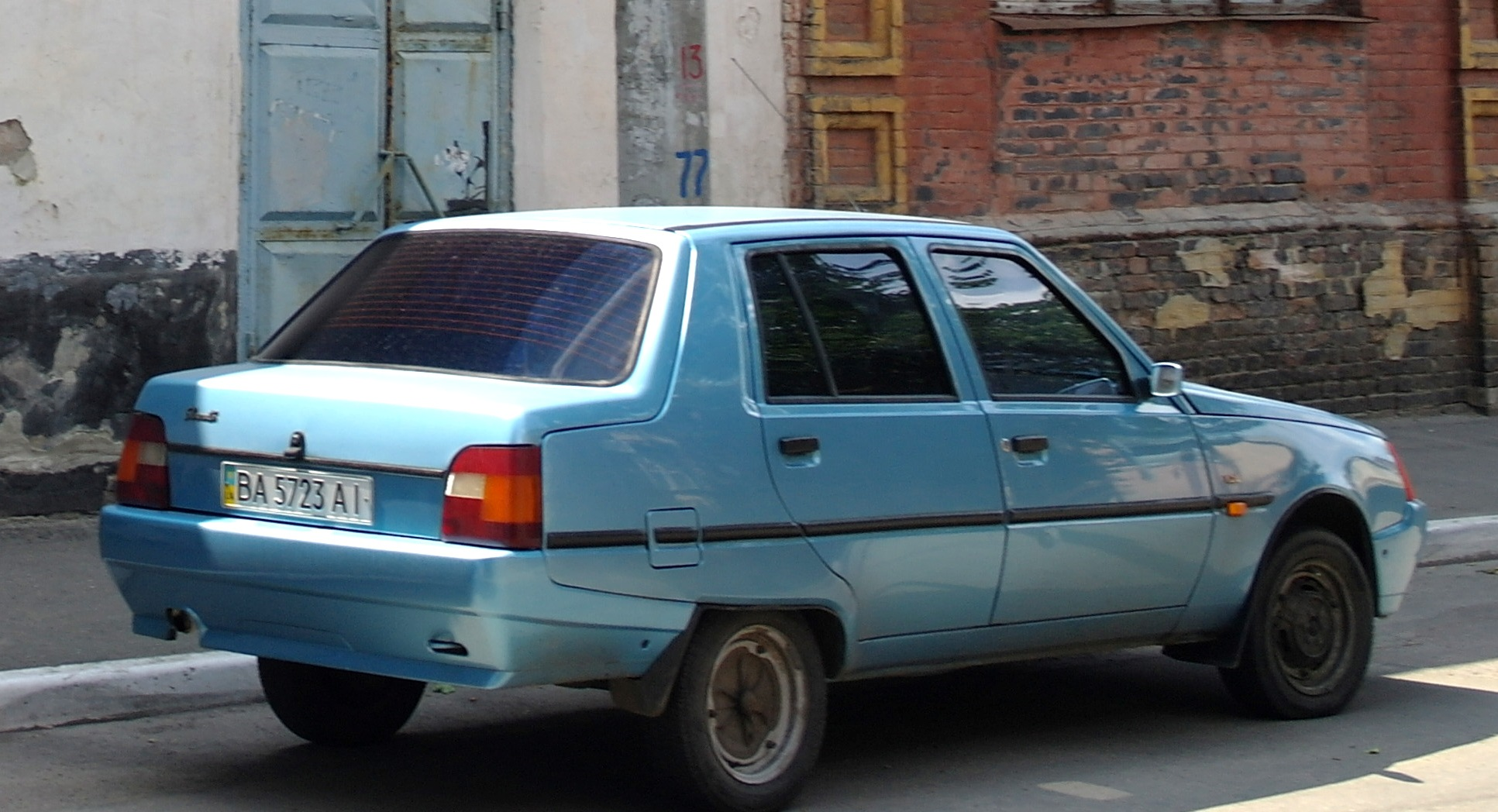
ЗАЗ-1103 Славута, вид сзади

- 1103 — «Люкс» с карбюраторным двигателем 1100 см³.
- 1103-40 — «Люкс» с силовым агрегатом 1100 см³, системой распределительного впрыска топлива «Сименс».
- 110307 — «Полулюкс» с карбюраторным силовым агрегатом 1200 см³.
- 110307-40 — «Люкс» с инжекторным силовым агрегатом 1197 см³.
- 11030710 — «Стандарт» с карбюраторным силовым агрегатом 1200 см³.
- 11030701, 11030702 — «Люкс» с карбюраторным силовым агрегатом 1200 см³.
- 1103078 — «Люкс» с карбюраторным силовым агрегатом 1300 см³.
- 11030842 — «Стандарт» с инжекторным силовым агрегатом 1197 см³.
- 11030840 — «Люкс» с инжекторным силовым агрегатом 1300 см³.